# 三村益一郎
三村 益一郎（みむら ますいちろう、1946年（昭和21年）4月3日 - ）は、日本の実業家である。日本ビクター（現：JVCケンウッド）取締役の後、第5代アドテック代表取締役社長。岡山県出身。

## 人物・来歴

### 生い立ち
1946年（昭和21年）岡山県に生れる。その後、地元の岡山県立高梁高校へ進学する。同期には、JR北海道社長をつとめた小池明夫、画家の平松利昭、最高裁判所司法研修所教官・電通監査役を務める濱田俊郎がいる。1965年（昭和40年）同校を卒業し、静岡大学工学部へ進学する。1969年（昭和44年）同校を卒業し、就職する。

### 就職後
1969年4月、日本ビクターへ入社する。その後、順調に出世していき、1995年（平成7年）4月にカーエレクトロニクス事業副部長に就任する。1999年（平成11年）4月、カーエレクトロニクス事業部長となる。2004年（平成16年）6月に日本ビクター取締役となり、ＡＶ＆マルチメディアカンパニー副社長及びカーエレクトロニクス営業統括部長となる。2006年（平成18年）4月には、ホームＡＶ事業グループ統括・ホームストレージ部長・カーエレクトロニクス事業グループ統括となり、2007年（平成19年）5月に同社取締役を退任。その後、同社の顧問と日本オーディオ協会理事・副会長となる。
2009年（平成21年）10月にアドテックの顧問となり、同年12月3日、社長の小田吉康に代わり、三村が第5代アドテック代表取締役社長となる。2011年（平成23年）3月31日に同社社長を退任し、翌4月1日より取締役となる。